# Lust och välbehag
Lust och välbehag är en svensk popsång av Anders Glenmark. Låten finns med på hans tionde studioalbum Alla dessa bilder (2002) och utgavs också som singel samma år. Låten sjungs som en duett med Kinnda.

## Om sången
"Lust och välbehag" spelades in i Polar Studios med Glenmark som producent. Den mixades i Megaphon Studios av Stefan Boman. B-sidan "Mysterium" spelades in i Polar Studios och mixades i samma studio av Lennart Östlund. Låtarna mastrades i Polar Mastering av Henrik Jonsson. Singelomslaget gjordes av "John-John" och fotografierna togs av Mårten Levin.
Låten tog sig in på Svenska singellistan där den stannade en vecka på plats 59.

## Låtlista
All text och musik av Anders Glenmark.
1. "Lust och välbehag" – 4:29 (duett med Kinnda)
2. "Mysterium" – 4:06

## Listplaceringar
| Lista (2002) | Position |
| ------------ | -------- |
| Sverige      | 59       |